# Grupo Folclórico Ucraniano Soloveiko
El Grupo Folclórico Ucraniano Soloveiko es una asociación cultural sin fines de lucro de la ciudad São José dos Pinhais, en Brasil.
Pertenece a la Parroquia Santíssima Trindade de la Iglesia greco-católica ucraniana en la Colônia Marcelino. Cuenta con más de 60 miembros distribuidos en tres grupos: Infantil, Juvenil y Adultos.
A diferencia de los cuerpos de ballet de otras comunidades, una particularidad destacada entre los ucranianos es que casi todos sus ballets están vinculados y administrados por las iglesias. Esta organización se percibe como la forma más adecuada de mantenerlos, evitando la influencia de intereses particulares. En cada festividad o evento religioso, cívico o político, los integrantes del ballet participan vistiendo trajes tradicionales y portando estandartes que reflejan su afiliación.
En idioma ucraniano, Soloveiko (соловейко) es el diminutivo del pájaro ruiseñor común, que en la cultura ucraniana es un símbolo poético que representa la libertad, la alegría y la belleza de la naturaleza. Su uso es común en canciones folclóricas y en la literatura.
Tuvieron a su cargo la organización de la IX Edición del Festival Nacional de Danzas Ucranianas en el año 2002.

## Historia
La historia del grupo tiene su origen en la Década de 1960 con la llegada de la Hermana Eutêmia Royk, quien tenía ganas de expandir la cultura ucraniana por la Colônia Marcelino. Este primer grupo se mantuvo algunos años para luego desaparecer. Sin embargo, el sueño de tener un grupo folclórico y las ganas de bailar continuaron en la sangre de los descendientes ucranianos.
En enero de 1994, gracias al apoyo y financiamiento de la SICTUR (Secretaría da Industria, Comercio y Turismo de São José dos Pinhais) y la colaboración de la comunidad de Colônia Marcelino, el grupo volvió a existir. La comunidad colaboró financieramente para adquirir los trajes y ayudó bordando y cosiéndolos. 
El grupo tuvo su primera presentación inaugural en la 28ª Fiesta del Trigo de aquel año. Este evento busca preservar la cultura ucraniana  del municipio, donde los asistentes pueden probar comidas típicas y disfrutar de presentaciones culturales.
Entre 1999 y 2001 reciben el apoyo financiero de la Secretaria de Cultura de São José dos Pinhais, así como el apoyo de otros grupos folclóricos ucranianos, como el Poltava y el Barvinok, ambos de Curitiba, los cuales enviaron coreógrafos para enseñar las danzas. Aún hoy continúan teniendo el apoyo de la alcaldía (prefeitura) con el fin de preservas las tradiciones locales ucranianas en su conjunto, así como la Fiesta del Trigo y las costumbres relacionadas con ella.
En 2002, tuvieron a su cargo la realización de la IX Edición del Festival Nacional de Danzas Ucranianas en la ciudad de São José dos Pinhais. Para este evento debieron regularizar su situación jurídica, creando su estatuto y registro bajo el n°1585.